# Розентальское сельское муниципальное образование
Розентальское сельское муниципальное образование — сельское поселение в Городовиковском районе Калмыкии. Административный центр — село Розенталь.

## География
Поселение расположено в южной части Городовиковского района Калмыкии. Граничит:
- на западе — с Лазаревским сельским и Городовиковским городским муниципальными образованиями,
- на севере и востоке — с Южненским сельским муниципальным образованием,
- на юге - со Ставропольским краем.

## Население
| 2002 | 2010 | 2011 | 2012 | 2013 | 2014 | 2015 |
| ---- | ---- | ---- | ---- | ---- | ---- | ---- |
| 626  | ↘580 | ↘579 | ↘561 | ↘545 | ↘525 | ↗526 |
| 2016 | 2017 | 2018 | 2019 | 2020 | 2021 |      |
| ↘504 | ↘503 | ↘482 | ↘471 | ↘470 | ↘256 |      |

### Национальный состав
По данным Всероссийской переписи населения 2010 года:
| Национальность | Численность (чел.) | Процентное соотношение |
| -------------- | ------------------ | ---------------------- |
| Русские        | 369                | 63,62%                 |
| Калмыки        | 119                | 19,31%                 |
| Немцы          | 45                 | 7,75%                  |
| Армяне         | 21                 | 3,62%                  |
| Украинцы       | 13                 | 2,24%                  |
| Другие         | 13                 | 2,24%                  |
| Всего          | 580                | 100,00%                |

## Состав сельского поселения
| № | Населённый пункт | Тип населённого пункта       | Население |
| - | ---------------- | ---------------------------- | --------- |
| 1 | Розенталь        | село, административный центр | ↘256      |

## Органы управления
Согласно ст. 21 устава Розентальского СМО структуру органов местного самоуправления поселения составляют:
- представительный орган – Собрание депутатов Розентальского сельского муниципального образования Республики Калмыкия;
- глава муниципального образования – глава Розентальского сельского муниципального образования Республики Калмыкия (ахлачи);
- исполнительно-распорядительный орган – администрация Розентальского сельского муниципального образования Республики Калмыкия.